# Antillophos beauii
Antillophos beauii is een soort in de klasse van de Gastropoda (Slakken).
Het dier komt uit het geslacht Antillophos en behoort tot de familie Buccinidae. Antillophos beauii werd in 1857 beschreven door P. Fischer & Bernardi.